# Zamasp
Zamasp o Djamasp fou rei sassànida de Pèrsia del 496 al 498. Era germà del rei Cobades I i quan aquest fou enderrocat pels magnats, fou portat al tron. Les fonts occidentals i entre elles Procopi, indiquen que l'enderrocament fou motivat pel suport del seu germà a les doctrines comunistes de Mazdak que volia redistribuir la propietat.
Els historiadors àrabs Tabari i Dinawari diuen que fou un bon rei, que va reduir els impostos especialment als camperols, per evitar la seva pobresa extrema. Fou fidel a la religió mazdaista (zoroastrisme).
Cobades va tornar a Pèrsia en 498 amb un exèrcit posat al seu servei pel seu sogre, el rei dels huns heftalites, i Zamasp no va oferir resistència i va retornar el tron al seu germà. Ja no torna a ser esmentat i la seva sort final és desconeguda.